# Adam Henley
Adam David Henley (* 14. Juni 1994 in Knoxville, Tennessee, Vereinigte Staaten) ist ein walisischer Fußballspieler. Der 1,78 Meter große, auf beiden Flanken einsetzbare, Außenverteidiger ist zweimaliger walisischer Nationalspieler und steht derzeit beim englischen Sechstligisten FC Chorley unter Vertrag.

## Sportlicher Werdegang
Henleys Familie zog, als er zwei Jahre alt war, von Tennessee nach Chorley im Norden Englands. Er besuchte die Clayton-le-Woods Church of England Primary School und die St Michael's High School. Bevor er in die Jugendakademie der Blackburn Rovers eintrat, spielte er einige Zeit in der Jugend bei Manchester United.
Henley kam mit 17 Jahren am 19. November 2011 zu seinem ersten Premier-League-Einsatz und bestritt in der Saison, nach der die Rovers abstiegen, insgesamt sieben Spiele. In den nächsten sechs Zweitligaspielzeiten, in denen die Mannschaft die Plätze 17, 8, 9, 15 und 22 belegte, brachte er es auf 73 Liga-Einsätze. Zudem bestritt er bisher zwölf FA-Cup-Spiele, wobei die Rovers 2012/13 und 2014/15 erst im Viertelfinale scheiterten.
Am 9. Januar gab der US-amerikanische Klub Real Salt Lake City Henleys Verpflichtung bekannt.
Im Juni 2019 erhielt er einen Vertrag beim englischen Viertligisten Bradford City. Der Verein war in der vorherigen Saison aus der EFL League One abgestiegen. Bei Bradford kam Henley im Saisonverlauf zu 24 Einsätzen, bevor die Saison coronabedingt abgebrochen wurde. Am Saisonende erhielt er vom Verein kein neues Vertragsangebot.
Seit Dezember 2020 spielt er für den Sechstligisten FC Chorley.

## Nationalmannschaft
Da seine Mutter Waliserin ist, kann er international für Wales spielen, könnte aber auch für England und aufgrund seines US-amerikanischen Vaters auch für die USA spielen. Henley spielte im September 2010 dreimal in der U-17-Mannschaft in der ersten Qualifikationsrunde für die U-17-Fußball-Europameisterschaft 2011, verlor aber mit der Mannschaft alle drei Spiele und schied aus.
Im Frühjahr 2011 spielte er dann als 16-Jähriger dreimal in der U-19-Mannschaft in der zweiten Qualifikationsrunde für die U-19-Fußball-Europameisterschaft 2011, in der Wales an Serbien scheiterte. Im September scheiterte er dann mit der U-19 bereits in der ersten Qualifikationsrunde für die U-19-Fußball-Europameisterschaft 2012. 2012 wurde er dann in den drei letzten Qualifikationsspielen für die U-21-EM 2013 eingesetzt. Mit zehn Punkten Rückstand auf Gruppensieger Tschechien wurden die Waliser Vierte.
Im August 2015 wurde er für zwei Qualifikationsspiele für die EM 2016 nominiert, kam aber nicht zum Einsatz.
Erst am 13. November 2015 bestritt er dann – nachdem sich die Waliser ohne seine Mitwirkung erstmals für eine EM-Endrunde qualifiziert hatten – mit 21 Jahren sein erstes Länderspiel mit der A-Nationalmannschaft. Beim Freundschaftsspiel gegen die Niederlande, das mit 2:3 verloren wurde, wurde er in der 66. Minute für Chris Gunter eingewechselt, den Waliser mit den meisten Länderspieleinsätzen der derzeit aktiven Spieler. Er wurde dann auch beim übernächsten Spiel wieder eingewechselt, diesmal nach 72 Minuten. Am 9. Mai 2016 wurde er in den vorläufigen Kader für die EM 2016 berufen, mit dem am 23. Mai ein Trainingslager in Portugal begann. Er wurde dann aber letztlich nicht für den endgültigen Kader und auch danach nicht berücksichtigt.